# YTO 그룹
YTO 그룹(영어: YTO Group)은 중국의 종합 기계 대기업인 중국기계공업집단에 속한 중국의 농업기계 및 건설기계 제조업체이다. 이 회사는 여러 자회사와 사업부로 구성되어 있지만, 트랙터와 콤바인 수확기를 포함한 다양한 농업 제품 제조로 가장 잘 알려져 있다. 1955년에 설립되어 중국 최대의 트랙터 제조업체가 되었다.